# Santiago Espot i Piqueras
Santiago Espot i Piqueras (la Pobla de Segur, Pallars Jussà, 28 de juliol de 1963) és el president executiu de Catalunya Acció.
Va cursar estudis de Geografia i Història a la Universitat Autònoma de Barcelona. Professionalment és director de vendes per Europa i Sud-amèrica d'una companyia industrial nord-americana.
Va impulsar les campanyes populars «Per un nou tancament de caixes» l'any 1992 i «Hoquei per Catalunya» l'any 2003. Fou editor i un dels fundadors de la revista Independència de Catalunya l'any 1998. És columnista dels setmanaris El Vallenc i La nova Conca i escriu regularment en el diari El Punt.
És un dels promotors del manifest de suport a Suma Independència.
El 13 de març de 2011 fou escollit cap de llista de Solidaritat Catalana per la Independència a Barcelona en les primàries d'aquesta organització, amb el 40% dels vots emesos. Va poder concórrer a aquestes primàries gràcies al pacte que van signar Catalunya Acció i Solidaritat Catalana per la Independència per tal d'anar junts a les Municipals de Barcelona. el 2020 va manifestar que es presentaria a les properes eleccions amb el partit Força Catalunya.
Fou un dels principals promotors de la xiulada a l'himne de l'estat espanyol a la final de la Copa del Rei de futbol de 2015, disputada entre el Futbol Club Barcelona i l'Athletic Club, fet pel qual fou jutjat el 2017, acusat pels càrrecs d'injúries a la Corona i ultratge als símbols d'Espanya. i condemnat per l'Audiència Nacional d'Espanya a pagar una multa de 7.200 euros. Finalment, la sala penal del mateix tribunal va estimar el seu recurs i el va absoldre, entenent que estava emparat per la llibertat d'expressió i el de la llibertat de crítica.

## Obres
Ha publicat els següents llibres:
- 1991: Contra el senequisme polític
- 1995: Front pel Plebiscit per la independència de Catalunya (coautor)
- 2004: Joan Fiveller, model de caràcter
- 2004: Independència sobre rodes (coautor)
- 2005: Cap a la independència
- 2009: Discursos a la nació[9]
- 2016: O processisme o independència